# 公司价值
公司价值，或称企业价值，在经济学和金融学中指对某个商业实体的市值，但公司价值考察的范畴和方法要比市值这种只考虑普通股价值的方法更加综合。公司价值是对所有声明的证券的价值的总和，包括债券、优先股、普通股和其他证券，在一些语境中，公司价值往往还包含了无形资产、组织形态对公司价值的溢价估计。公司价值在企业估值、财务建模、会计学和组合资产分析中有着广泛的应用。

## 公司价值计算
公司价值=
普通股的市值
+少数股东权益的市值
-关联公司股权的市值
+优先股股权的市值
-现金与现金等价物

## 评价
- 所有用于计算公司价值的项目都以市值而非账面价值作价。这是为了反映出公司价值本身蕴含的机会成本。有观点认为债券的价值估计应当考虑其固定本息的特点而使用债券的账面价值计算公司价值，尤其是在对公司的流动性分析中，债券在企业破产清偿时有着绝对优先权，先于其他一切种类的证券得以偿付。另外考虑到公司债券的流动性不及公司股票，因此债券发行时的市值受交易时间、市场氛围和购买的灵活性影响，往往也有很大差异。
- 计算公司价值时不计入现金是基于以下理由：由于现金可以作为股息支付给股东，因此对于有意购买股票的人，其购买股票的成本有一部分将被现金股息抵消掉。因此在计算公司价值时，要将现金的价值从公司价值中减去。基于同样的原因，现金用于偿还债务时，也要减去用于偿债的现金数量。
- 少数股东的权益虽然可能由于大股东的存在而在公司的管理权限上有所限制，但由于其本身属于所有者权益的一种，对公司本身的资产存在请求权，因此按照一般所有者权益的估值方法，在计算公司价值时加入该账户下的市值。
- 关联公司的股权市值要从计算公司价值中抽出，因为这部分股权主张的请求权，其对象资产是其他公司。
- 计算公司价值时，一些特殊的会计科目如未清偿的养老金负债、员工股票期权及其他与某项证券估值有关的条款，因为它们同样反映了对公司自身资产的权利要求。
- 在一些情况下，公司价值有可能是负值。如公司持有的现金总量超过了其他科目计算出的公司价值的综合。

## 对公司价值的直观理解
要理解公司价值的概念与含义，最简单的方法就是想象自己要购买一个商业实体，如果购买的方式是从所有的证券所有者手中买下他们持有的公司证券，你所购买证券的价值总和就是这个公司的公司价值。

## 应用
- 由于公司价值的计算中认为资本结构对公司价值的影响是中性的，比如较高的市盈率指标对于那些财务杠杆较高的公司而言，其股票反映的价格也会存在较大不稳定性。因此对公司价值的计算可以在资本结构不同的两家公司间进行比较，
- 股票投资者可以应用EV/EBITDA（公司价值与公司息税折旧摊销前利润之比）比

较考虑风险调整后的回报率，在此基础上，投资者可以把他们对公司债务水平的
个人观点纳入考虑。在实践中，股票投资者
- 公司的股权控制人可以使用企业价值的评估模型比较其控股的不同企业之间的回报，或者采用债务自由现金流评价法确定要控制整个实体需要付出多少。一旦实现对商业实体的控制，股权控制人可能也会改变公司的资本结构。